# Tiski
Tiski (Тиски) è un film del 2007 diretto da Valerij Todorovskij.

## Trama
Il film racconta il DJ Denis Orlov, che sogna di diventare un musicista professionista. E ha bisogno del capitale iniziale per realizzare il suo sogno...